# Goodsoil
Goodsoil es un pueblo canadiense situado en la provincia de Saskatchewan.

## Superficie
Goodsoil tiene una superficie de 1,78 km².

## Demografía
En 2021, tenía 301 habitantes, una densidad poblacional de 169,1 hab./km², y 143 viviendas.